# Latarnia morska Rubjerg Knude
Latarnia morska Rubjerg Knude – duńska latarnia morska, usytuowana na klifie Rubjerg Knude w gminie Hjørring. 

## Historia
Ze względu na niebezpieczne warunki żeglugi wzdłuż duńskich wybrzeży w latach 1893-1927 postawiono w Danii 71 latarni morskich. Latarnia morska na Rubjerg Knude została zbudowana w latach 1899-1900 (po raz pierwszy została włączona 27 grudnia 1900). Budynek ma 23 metry wysokości (światło latarni znajduje się 90 metrów nad poziomem morza). Światło latarni (do 1906 r. gazowe, następnie naftowe, a od 1934 r. elektryczne) było widoczne w promieniu 40-42 km.Konstrukcja została postawiona na trawiastym terenie (zob. zdjęcie z 1912 r.). Początkowo otoczona była ogrodami. Od tego czasu wokół budynku latarni sukcesywnie tworzy się wydma, zasypując ją i blokując rozprzestrzenianie się jej światła. Już w 1953 roku wyłączono syrenę przeciwmgielną, gdyż wydmy tłumiły dźwięk, czyniąc ją bezużyteczną. W latach 60. XX wieku światła latarni nie było już widać za wydmami. Regularne usuwanie piasku okazało się na dłuższą metę pracą syzyfową i w roku 1968 latarnię wyłączono z użytku. Pozostawała jednak otwarta dla zwiedzających.
14 czerwca 1980 r. w budynku maszynowni otwarto Muzeum Vendsyssel, gdzie zorganizowano wystawę dotyczącą wydm i piasku, a turyści mogli nadal wchodzić na szczyt latarni. W mieszkaniu latarnika urządzono małą kawiarenkę. W 2002 r. obiekt został zamknięty, a w roku 2004 podstawa budynku była już całkowicie zasypana. Niższe spośród otaczających ją budynków przykryte są piaskiem i tylko stare fotografie są świadectwem ich istnienia. Wystawę z przysypanej maszynowni przeniesiono do domku głównego latarnika. Władze Lønstrup zdecydowały się na wypełnienie wnętrza latarni i zabudowań piaskiem (zob. zdjęcie), aby zmniejszyć prawdopodobieństwo zburzenia konstrukcji przez masy piasku. Urządzenia optyczne - soczewka o ogniskowej 700 mm zostały usunięte, ale pozostawiono ich podstawę i mechanizm.
Drugim problemem latarni jest jej umiejscowienie blisko skraju klifu (zob. zdjęcia poniżej). Chociaż budynek został postawiony 200 metrów od brzegu, z czasem odległość ta znacznie się zmniejszyła. Z każdym rokiem morze coraz głębiej wgryza się w ląd i wydma z latarnią była coraz bardziej przepaści. Szacowano, że przy takim tempie erozji morze mogłoby pochłonąć latarnię ok. 2023 roku. Dlatego w 2019 roku latarnia została przesunięta i znajduje się teraz w bezpiecznej odległości od morza

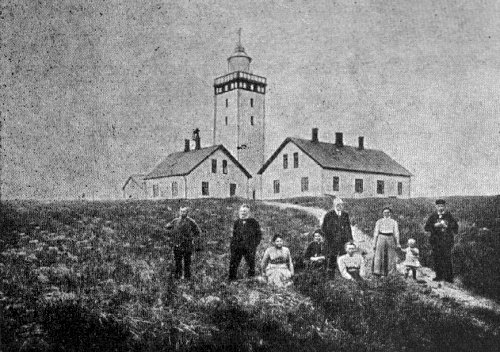
Latarnia w 1912
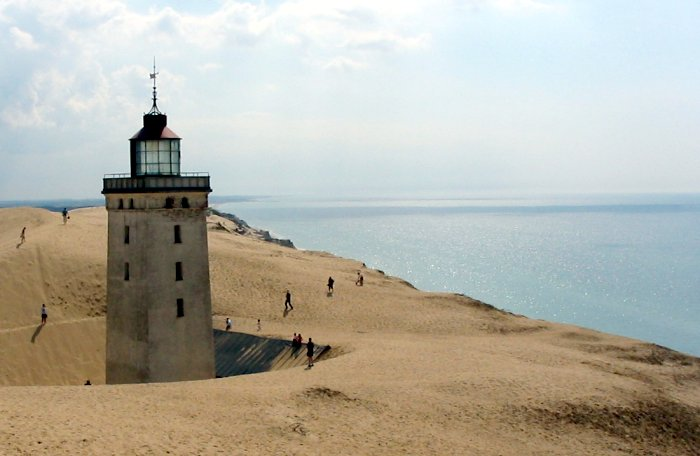
Latarnia w 2004
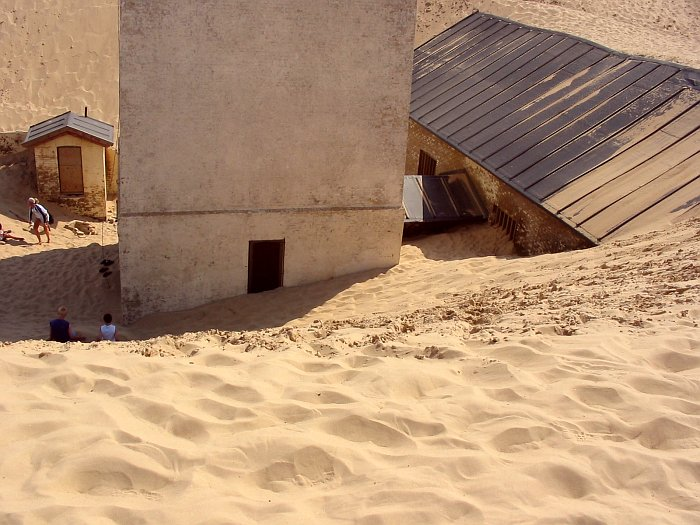
Zasypana podstawa latarni
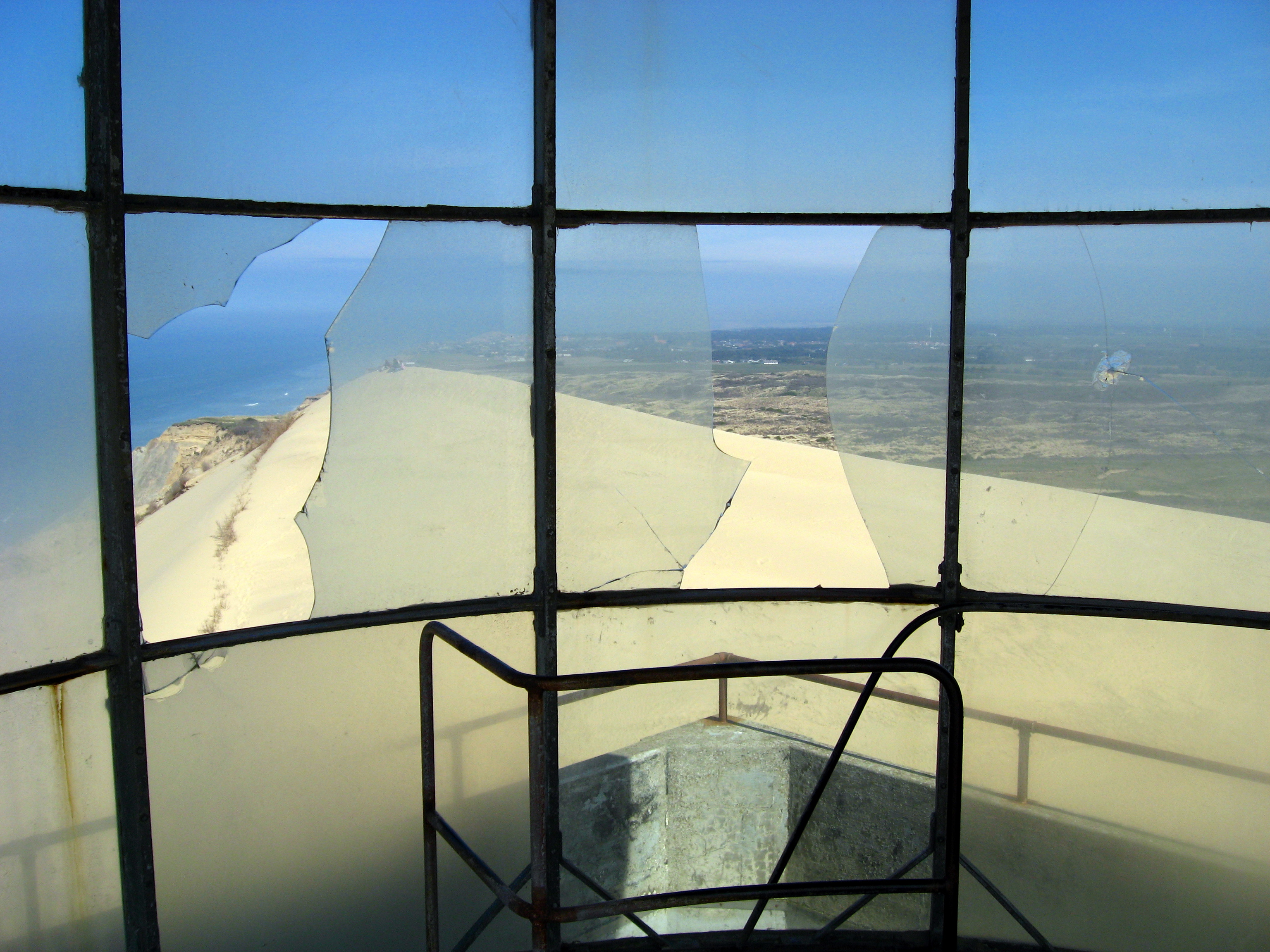
Widok ze szczytu latarni na otaczające ją wydmy oraz Morze Północne